# 9063 Washi
9063 Washi è un asteroide della fascia principale. Scoperto nel 1992, presenta un'orbita caratterizzata da un semiasse maggiore pari a 2,3077397 UA e da un'eccentricità di 0,1615625, inclinata di 4,80543° rispetto all'eclittica.